# Alloue
Alloue è un comune francese di 470 abitanti situato nel dipartimento della Charente, nella regione della Nuova Aquitania.

## Storia

### Simboli
Il comune ha adottato come proprio stemma il blasone della famiglia d'Alloue (d'argento, a due scaglioni di rosso, accompagnati in capo da due maglie di nero) cambiando gli smalti.

## Società

### Evoluzione demografica
Abitanti censiti